# Осада Рославля
Осада Рославля — событие русско-польской войны 1654—1667 годов. Литовское войско под предводительством гетмана польного литовского Михаила Казимира Паца в январе 1664 года безуспешно осаждало и штурмовало русскую крепость Рославль, гарнизоном которой руководил воевода Иван Тухачевский.

## Предыстория
В 1664 году польско-литовская сторона планировала нанести решающий удар по Русскому государству, который бы вынудил его полностью отказаться от Гетманщины. С помощью крымских татар и правобережных казаков король Ян II Казимир зимой 1663—1664 годов предпринял крупный поход на левобережную Украину и далее на Москву. На соединение с ним из Литвы выступило войско численностью около 20 тысяч человек. Его левым крылом руководил Михаил Пац, правым — Александр Гилярий Полубинский. На пути левого крыла литовского войска находился Рославль. Город имел хорошо укреплённый деревянный кремль, в которой располагался гарнизон, численность которого вместе с вооружёнными мещанами и другими защитниками не превышала 500 человек. Количество войск Михаила Паца, подступивших к Рославлю, составляло восемь тысяч человек. В литовском войске состояли в том числе татарские, казацкие, немецкие и венгерские хоругви.

## Ход осады
Пац подступил к Рославлю 2 января и подверг его артиллерийскому обстрелу. Также осаждающим удалось лишить гарнизон Рославля выхода к воде, что, однако, в условиях снежной зимы не возымело эффекта. На 9 января был запланирован поджог городских ворот с помощью фашин, однако в решающий момент у литовцев вышла конфузия. Продвигаясь по мосту через ров к воротам, они проявили нерешительность, в результате чего русские защитники крепости совершили вылазку и, перебив на мосту множество литовцев, использовали фашины для сожжения моста. Спустя два дня литовцы атаковали одну из крепостных башен и подожгли её, однако никакой пользы эта акция, которую польский историк Бобятыньский называет вторым штурмом, так и не принесла.

## Последующие события
12 января Пац, разуверившись в возможности взять город, отступил. Однако его разъездам удалось взять в плен младшего брата Тухачевского — Ивана Меньшого, ехавшего из Москвы. Пац отправил в Рославль сообщение об этом и предложил воеводе сдать город в обмен на жизнь брата. Тухачевский отказался от этой сделки, не желая запятнать честь своего рода.
После этого к Пацу присоединилось правое крыло войска во главе с Полубинским. Между обоими полководцами возник конфликт из-за нежелания Полубинского, спешившего на соединение с основной королевской армией, поддержать осаду Рославля. В конечном итоге всё литовское войско направилось на Северщину, где польско-литовские силы потерпели катастрофу. Иван Тухачевский Меньшой казнён не был и через некоторое время вернулся домой.